# Cuadrantectomía
La cuadrantectomía en cirugía oncológica es el término médico para denominar la extirpación de un cuarto de la mama. 
La cuadrantectomía se recomienda en los casos en los que el tumor es de pequeño tamaño -lo que ocurre de un 10 a un 20% de los casos. El tejido extirpado es lo suficientemente reducido como para que no se aprecie una diferencia significativa entre una mama operada y la que no ha sido sometida a cirugía. 
Según demostró el creador de este tipo de cirugía, Umberto Veronesi, los índices de supervivencia entre las mujeres que han sido intervenidas con esta cirugía que permite conservar la mama y las que han sido sometidas a cirugía más agresiva o a la extirpación de la totalidad de la mama son similares..